# 埃利斯頓 (印第安納州)
埃利斯頓（英語：Elliston）是位於美國印地安納州格林縣的一個非建制地區。該地的面積和人口皆未知。